# Kareena Lee
Kareena Lee (16 de diciembre de 1993) es una deportista australiana que compite en natación, en la modalidad de aguas abiertas.
Participó en los Juegos Olímpicos de Tokio 2020, obteniendo una medalla de bronce en la prueba de 10 km. Ganó una medalla de plata en el Campeonato Pan-Pacífico de Natación de 2018, en la misma prueba.

## Palmarés internacional
| Juegos Olímpicos        | Juegos Olímpicos | Juegos Olímpicos  | Juegos Olímpicos |
| Año                     | Lugar            | Medalla           | Prueba           |
| ----------------------- | ---------------- | ----------------- | ---------------- |
| 2020                    | Tokio (Japón)    | Medalla de bronce | 10 km            |
| Campeonato Pan-Pacífico |                  |                   |                  |
| Año                     | Lugar            | Medalla           | Prueba           |
| 2018                    | Tokio (Japón)    | Medalla de plata  | 10 km            |